# Asteromidium imperspicuum
Asteromidium imperspicuum är en svampart som beskrevs av Speg. 1888. Asteromidium imperspicuum ingår i släktet Asteromidium, divisionen sporsäcksvampar och riket svampar.   Inga underarter finns listade i Catalogue of Life.